# Beckenringorthese
Die Beckenringorthese wird zur Versorgung bei Symphysenlockerungen, Lockerungen im Kreuz-Darmbeingelenk sowie bei Symphysenrupturen eingesetzt. In der Regel bestehen Beckenringorthesen aus einem 8–10 cm breiten unelastischen Material, welches das Becken zirkulär umschließt, lateral nach Maß eingearbeitete Pelotten verstärken die Wirkung. Der Verschluss erfolgt über ein variabel einstellbares Verschlusssystem.

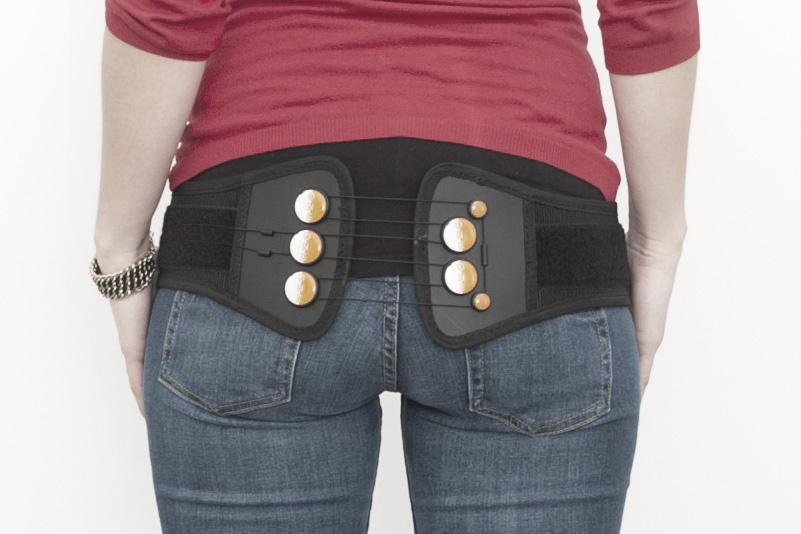
Beckenringorthese

## Wirkprinzip
Die Orthese übt eine Kompressionswirkung auf die Symphyse und das ISG-Gelenk (Kreuz-Darmbeingelenk) aus. Durch die Beckenringorthese wird ein weiteres Auseinandergleiten und Verschieben verhindert und der knöcherne Ring weitgehend geschlossen und stabilisiert.

## Medizinischer Hintergrund
Die beiden Hälften des Beckens sind an der Vorderseite durch ein knorpeliges Gelenk, die Schambeinfuge (Symphysis pubica), und auf der Rückseite über das Iliosakralgelenk (Kreuz-Darmbeingelenk) miteinander verbunden. Diese Verbindungen werden durch eng miteinander verflochtene Bänder verstärkt, wodurch unter normalen Umständen nur sehr wenig Bewegung stattfindet. Um den Weg des Kindes durch das Becken bei der Geburt so leicht wie möglich zu machen, produziert der Körper vom ersten Tag der Schwangerschaft an das Hormon Relaxin, welches die Bänder im Becken flexibler und weicher macht. Dies führt dazu, dass die Bänder während und kurz nach der Schwangerschaft mehr Bewegung als normal zulassen. Durch die zusätzliche Bewegung entsteht beim Gehen oder Bewegen der Beine eine atypische Rotation des Beckens.

## Symptome
Schmerzen im Schambereich, der Leistengegend, Rückenschmerzen sowie Beckenschmerzen sind die häufigsten Symptome, dabei können die Schmerzen bis in die Innenseite der Oberschenkel ausstrahlen. Die Schmerzen verstärken sich dabei in der Regel beim Spreizen der Beine, Treppensteigen oder beim Umlagern während der Nacht. Besonders der nächtliche Gang zur Toilette kann dabei zu einer schmerzhaften Angelegenheit werden.